# Sezon na Helu

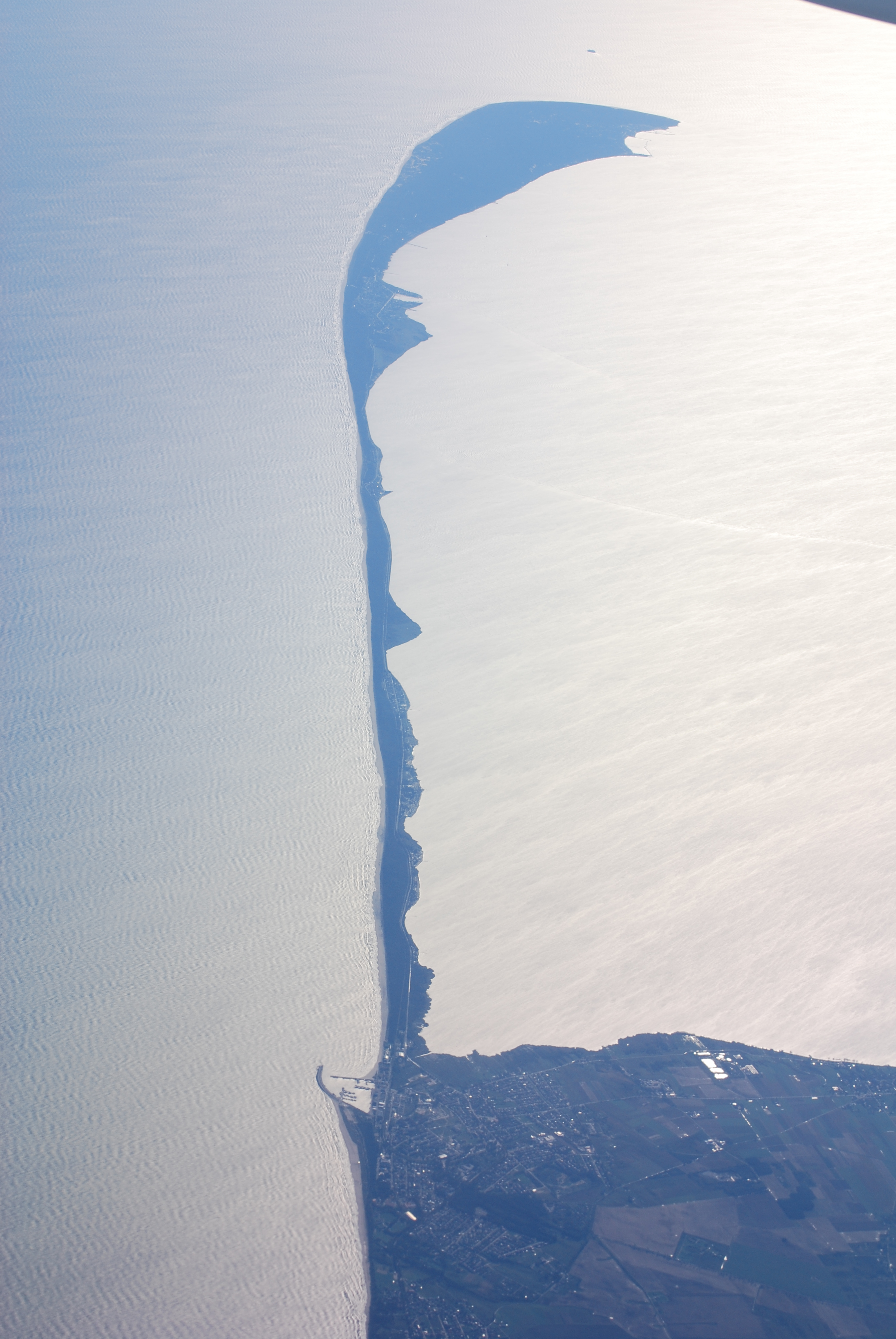
Mierzeja Helska z lotu ptaka (2007)

Sezon na Helu – drugi  (lub trzeci ) tom poezji Andrzeja Sosnowskiego, wydany w 1994 roku  .
Książka ukazała się nakładem Stowarzyszenia Literackiego „Kresy” w Lublinie w jako szósty tom Biblioteki „Kresów” w Serii Poetyckiej. Zbiór liczy 25 utworów. Okładka pierwszego wydania zawierała jedynie nazwisko autora, tytuł i nazwę wydawcy na czarnym tle .

## Geneza i możliwe znaczenia tytułu
Poeta był pierwszy raz na Mierzei Helskiej już w dzieciństwie . Od lat 90. XX wieku również bywał wielokrotnie w Helu . W wierszu o tym samym tytule co omawiany tom autor wyeksponował dosłowne znaczenie frazy tytułowej, oznaczającej sezon turystyczny na Helu.
Tytuł może być odbierany jako aluzja do A Season in Hell, angielskiego przekładu tytułu dzieła Arthura Rimbauda Sezon w piekle  . Sam autor jednak odżegnywał się od opierania się na utworach Rimbauda .
Leszek Szaruga skojarzył tytuł również z Sezonem, tomem poetyckim Rafała Wojaczka .
Zdaniem Henryka Berezy, tytuł tomu „wskazuje na nietrwałą czasowość” .

## Okoliczności powstania i wydania
Część wierszy zamieszczonych w tomie poeta napisał podczas pobytu w Kanadzie, gdzie przebywał w latach 1989–1992 . Autor pojechał zbierać materiały do swojej pracy doktorskiej na temat twórczości Ezry Pounda na University of Western Ontario w London . Podczas pobytu w Kanadzie powstawała także książka Nouvelles impressions d'Amérique, wydana w tym samym roku, co Sezon na Helu .
Reszta utworów z tomu powstała po powrocie do Polski .
Autor nawiązał współpracę ze swoim późniejszym wydawcą, „Kresami”, dzięki Andrzejowi Niewiadomskiemu, który zainteresował się twórczością Andrzeja Sosnowskiego . Poeta publikował w „Kresach” i finalnie to stowarzyszenie „Kresy” wydało Sezon na Helu .

## Charakter tomu

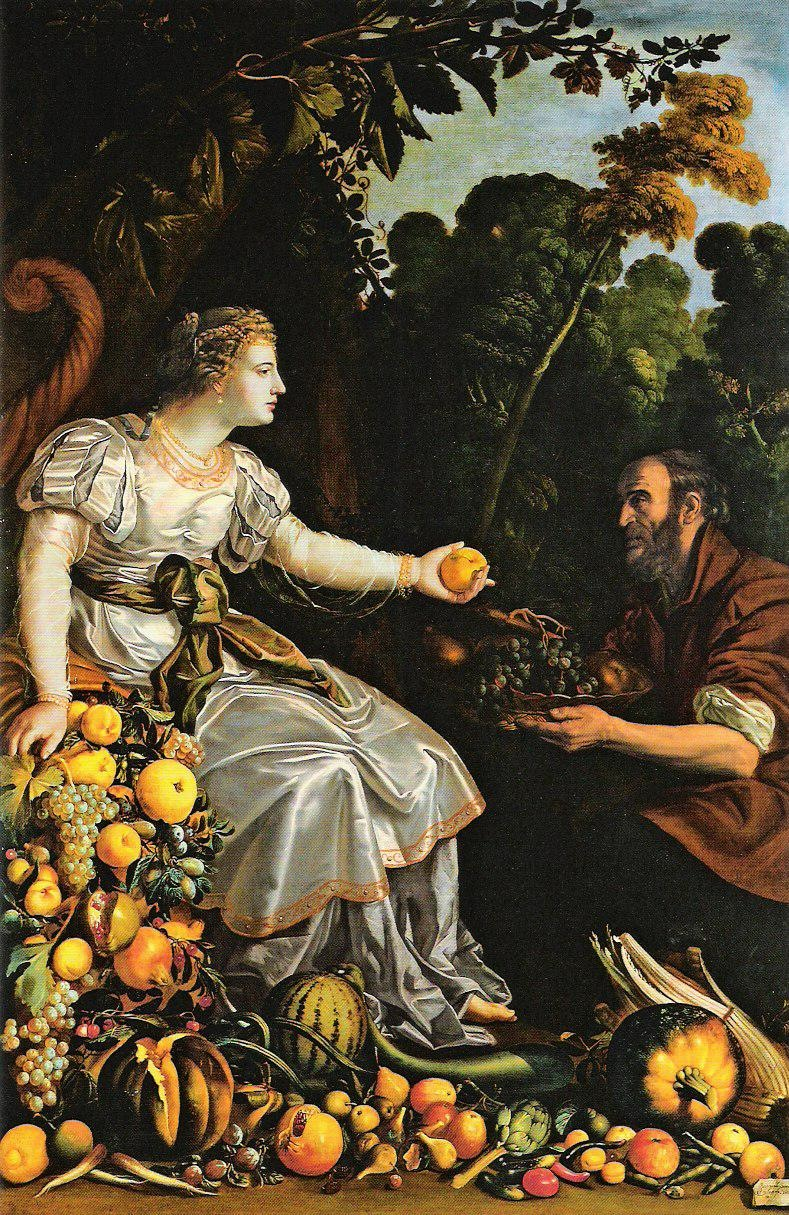
Pomona i Wertumnus, obraz Juana Van Der Hamena z 1626 roku

Według Joanny Orskiej jednym z głównych tematów tomu, jak zresztą całej twórczości Andrzeja Sosnowskiego stanowi czas, chwila . Zdaniem Bogdana Zalewskiego „właściwym bohaterem wiersza „Sezon na Helu” staje się czas”.
Poetyka Sezonu na Helu została określona przez Leszka Szarugę jako barokowa, pełna „odległych skojarzeń” oraz „niemal surrealistycznego przepływu obrazów” . Według Wita Pietrzaka można również rzadko dostrzec analogię do poetyki romantyzmu . Z kolei Bogdan Zalewski określił „Sezon na Helu” jako utwór postmodernistyczny.
Wiersz Pomona i Wertumnus został napisany w formie pantum . Dwa utwory, Koniec wieku i Po sezonie są pozbawione wersyfikacji, pozostałe teksty mają budowę wersową .

## Aluzje i odniesienia w tekstach

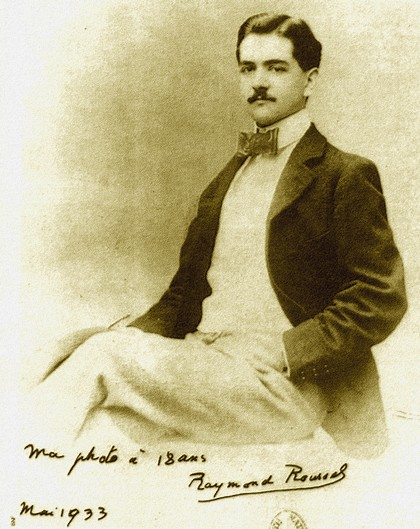
Pisarz Raymond Roussel w 1895 roku, do którego odwołuje się wiersz R.R. (1877–1933)

W tekście Sezonu na Helu znajdują się liczne gry słowne, cytaty, kryptocytaty, czy parafrazy .
Wiersz R.R. (1877-1933) odnosi się do życiorysu Raymonda Roussela  . Sosnowski przetłumaczył później jego Dokumenty mające służyć za kanwę na język polski . Utwór Lautréamont Mix nawiązuje tytułem do postaci Lautréamonta  . Zdaniem autora, który przytoczył opinię Janusza Kotary, wiersz Fragment ma charakter częściowo autobiograficzny, jest to „być może wyznanie i autopsychoanaliza” . Również inne utwory z tomu Sezon na Helu noszą według poety ślady autobiograficzności .

## Odbiór w Polsce
W polskiej prasie literackiej w latach 1994–1996 ukazało się co najmniej pięć recenzji tomu Sezon na Helu, autorami byli polscy poeci: Maciej Cisło, Jacek Gutorow, Leszek Szaruga i krytyk literacki Jan Wolski . Poeta Leszek Szaruga uznał Sezon na Helu za potwierdzenie talentu Andrzeja Sosnowskiego . Z kolei krytyk Jan Wolski określił tenże tom „przypadkowym – mimo wszystko – zbiorem wierszy różnych” .
Nawiązaniem do tytułu tomu jest tytuł wiersza Wesele na Helu Agnieszki Mirahiny .

## Wydania polskie i przekłady na język angielski
Po pierwszym wydaniu w 1994 roku, tom został przedrukowany w zbiorze poezji Andrzeja Sosnowskiego Dożynki (1987-2003), wydanym w 2006 roku nakładem Biura Literackiego .
Następny przedruk całości tekstu znalazł się w poszerzonym zbiorze Pozytywki i marienbadki (1987-2007), wydanym w 2009 roku również w Biurze Literackim .
Wybrane z tomu wiersze znalazły się w dwujęzycznym  zbiorze polskiej poezji przetłumaczonej na język angielski pt. Carnivorous Boy. Carnivorous Bird. Poetry from Poland, która ukazała się w wyborze Marcina Barana. Książka została wydana w USA przez Zephyr Press z siedzibą w Brookline w 2004 roku.
W 2011 roku ukazał się wybór poezji Andrzeja Sosnowskiego w przekładzie na język angielski autorstwa Benjamina Paloffa pt. Lodgings (pol. Stancje) w wydawnictwie Open Letter amerykańskiego University of Rochester  .
Do 2011 roku przetłumaczono i opublikowano łącznie co najmniej 12 wierszy z tomu Sezon na Helu.
Książka w formie e-booka ukazała się 16 grudnia 2015 roku w Biurze Literackim .
14 kwietnia 2007 roku ukazała się w Biurze Literackim płyta kompaktowa Trackless, wspólny projekt Andrzeja Sosnowskiego, który czyta na niej swoje teksty oraz specjalnie do tego celu powołanej grupy Chain Smokers, autorów oprawy muzycznej . Na płycie znalazły się dwa wiersze z Sezonu na Helu pt. Anoksja i Życiorys .